# Den laglöse
Den laglöse (engelska: The Outlaw) är en amerikansk långfilm från 1943 i regi av Howard Hughes och Howard Hawks, med Jack Buetel, Jane Russell, Thomas Mitchell och Walter Huston i rollerna.

## Rollista
| Jack Buetel     | – Billy the Kid                             |
| Jane Russell    | – Rio McDonald                              |
| Thomas Mitchell | – Pat Garrett                               |
| Walter Huston   | – Doc Holliday                              |
| Mimi Aguglia    | – Guadalupe                                 |
| Joe Sawyer      | – Charley Woodruff                          |
| Gene Rizzi      | – Främling som drar vapen mot Billy the Kid |